# Göhren (Tramm)
Göhren – dzielnica gminy Tramm w Niemczech, w kraju związkowym Meklemburgia-Pomorze Przednie, w powiecie Ludwigslust-Parchim, w  Związku Gmin Crivitz. Do 30 czerwca 2011 dzielnica była samodzielną gminą.